# دومنیکو فراره
دومنیکو فراره (انگلیسی: Domenico Frare؛ زادهٔ ۱۰ مهٔ ۱۹۹۶) بازیکن فوتبال اهل ایتالیا است.
از باشگاه‌هایی که در آن بازی کرده‌است می‌توان به باشگاه فوتبال چیتادلا اشاره کرد.